# Anita Spanner
Anita Spanner (født d. 22. december 1960) er en østrigsk sangerinde, som repræsenterede Østrig ved Eurovision Song Contest 1984 med sangen "Einfach weg". Sangen fik en sidsteplads ud af de 19 deltagende lande, men blev et gigantisk hit hjemme i Østrig.